# Президентские выборы в Узбекской ССР (1990)
Первые и последние в истории Узбекской Советской Социалистической Республики (в составе СССР) президентские выборы состоялись 24 марта 1990 года, через месяц после проведения выборов в Верховный Совет Узбекской ССР.
Узбекская ССР самая первая из союзных республик СССР учредила должность президента. Единственным кандидатом на выборах был выдвинут тогдашний действующий первый секретарь ЦК Коммунистической партии Узбекской ССР (в составе КПСС), фактический руководитель республики с 23 июня 1989 года — Ислам Абдуганиевич Каримов. Таким образом, первые и последние в истории Узбекской ССР президентские выборы прошли на безальтернативной основе. Президента республики избирали новоизбранные депутаты Верховного Совета Узбекской ССР 12-го (последнего) созыва.

## Результаты
На голосовании принимало участие 498 из 500 депутатов Верховного Совета Узбекистана. Из них, 491 депутатов (98,2 %) поддержало кандидатуру Ислама Каримова, а 7 депутатов (1,8 %) проголосовало против, 2 депутата отсутствовали на голосовании. Таким образом, Ислам Каримов с подавляющим числом голосов был избран президентом Узбекской ССР, и в тот же день приступил к своим новым обязанностям, продолжая параллельно занимать должность первого секретаря ЦК КП УзССР. 